# Irena Dukaina

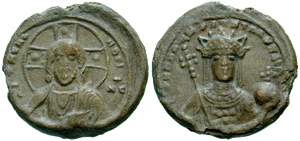
Olověná pečeť Ireny Dukainy

Irena Dukaina (řecky:Ειρήνη Δούκαινα) (1066, Konstantinopol – 19. února 1123 nebo 1133) byla žena byzantského císaře Alexia I. Komnena a matka císaře Jana II. Komnena a historičky Anny Komneny.

## Život
Irena se narodila roku 1066 do rodiny Andronika Duky (synovce císaře Konstantina X. Duky a bratrance Michaela VII. Duky) a Marie Bulharské (vnučky bulharského cara Ivana Vladislava).
Ještě ve svých jedenácti letech v roce 1078 se provdala za Alexia I. Komnena. Z toho důvodu rod Duků podporoval Alexia v roce 1081, kdy propukl po abdikaci Nikefora III. Botaneiatese boj o císařský trůn. Alexiova matka, Anna Dalassena, zapřisáhlý odpůrce rodu Duků, tlačila svého syna k rozvodu s Irenou. Měl si místo ní vzít Marii z Alanie (bývalou manželku Michaela VII. a Nikefora III.) Irena byla dokonce vyloučena z korunovačního obřadu, ale Dukové nakonec přesvědčili konstantinopolského patriarchu Kosma I., aby ji korunovali o týden později. Anna Dalassena s tím souhlasila, ale donutila Kosma odstoupit. Na jeho místo poté nastoupil Eustathios Garidas.

## Charakter
Irena byla plachá a raději si vyhýbala veřejnosti, přesto byla při oficiálních příležitostech, kdy vystupovala jako císařovna (basileia), energická a přísná. Raději se věnovala domácím povinnostem, četbě legend o svatých a charitě. Často doprovázela svého manžela na vojenská tažení, včetně výpravy proti knížeti Bohemundovi z Tarentu v roce 1107 či do Chersonesu v roce 1112. Působila zde jako císařova osobní ošetřovatelka, když jej trápila dna nohy.
Starala se o něj také na jeho smrtelné posteli v roce 1118. Sama zemřela 19. února 1123 nebo 1133.

## Potomci
Irena měla s Alexiem celkem devět dětí.
- Anna Komnéna
- Marie Komnena
- Jan II. Komnenos
- Andronikos Komnenos
- Izák Komnenos
- Eudokie Komnena
- Theodora Komnena
- Manuel Komnenos
- Zoe Komnena